# Chuku Modu
Chukuma „Chuku“ Modu (* 19. Juni 1990 in London, England) ist ein britischer Schauspieler.

## Leben und Karriere
Chuku Modu stammt aus dem Westen Londons, wo er als Sohn eines Deutsch-Nigerianers und einer irischstämmigen Mutter geboren wurde. Im Jahr 2012 begann er an der Richmond Drama School Schauspiel zu studieren. Sein Schauspieldebüt vor der Kamera gab er in dem Kurzfilm The Dawn aus dem Jahr 2014. Nach einigen weiteren Auftritten in Kurzfilmen konnte er 2016 seinen Bekanntheitsgrad vergrößern, nachdem er in dem Film Ein ganzes halbes Jahr und zudem die Rolle des Dothraki Aggo in der sechsten Staffel der Erfolgsserie Game of Thrones übernahm.
2017 folgte zunächst eine kleine Rolle in der Serie Snatch, ehe er als Dr. Jared Kalu für die Serie The Good Doctor an der Seite von Freddie Highmore, Nicholas Gonzalez und Antonia Thomas in einer Hauptrolle besetzt wurde, die er zu Beginn der zweiten Staffel aufgab, jedoch ab Mitte der sechsten Staffel wieder aufnahm. 2019 spielte er eine kleine Rolle im Superheldenfilm Captain Marvel. Zudem spielte er in der Serie The 100 als Dr. Gabriel Santiago in der sechsten Staffel eine wiederkehrende und in der siebten Staffel eine Hauptrolle.

## Filmografie (Auswahl)
- 2014: The Dawn (Kurzfilm)
- 2014: The Last Days of Margaret Thatcher (Kurzfilm)
- 2015: Stages (Kurzfilm)
- 2016: Game of Thrones (Fernsehserie, 3 Episoden)
- 2016: Ein ganzes halbes Jahr (Me Before You)
- 2016: Heavy Weight (Kurzfilm, auch Drehbuch)
- 2016: Open All Night
- 2017: Snatch (Fernsehserie, 3 Episoden)
- 2017–2018, 2023–2024: The Good Doctor (Fernsehserie, 37 Episoden)
- 2019: Captain Marvel
- 2019–2020: The 100 (Fernsehserie, 23 Episoden)
- 2020: Freedoms Name Is Mighty Sweet
- 2020: Trains Bound for the Sea
- 2023: The Great (Fernsehserie, 1 Episode)